# Cratacanthus texanus
Cratacanthus texanus är en skalbaggsart som beskrevs av Thomas Casey. Cratacanthus texanus ingår i släktet Cratacanthus och familjen jordlöpare. Inga underarter finns listade i Catalogue of Life.